# Elecciones presidenciales de Guatemala de 1904
Las Elecciones presidenciales de Guatemala de 1904 se celebraron en Guatemala en julio de 1904. El resultado fue una victoria de Manuel Estrada Cabrera, quien recibió todos los votos, mientras que Manuel Lisandro Barillas obtuvo sólo 3 votos. Asumió la presidencia el 15 de marzo de 1905.

## Resultados
|  | 99.99 % |

|  | 0.01 % |

|  | 100 % |

|  | 0 % |

|  | 0 % |

- Datos: Q3586580